# Audition (Film)
Audition (jap. オーディション, Ōdishon) ist ein Horrorfilm des japanischen Regisseurs Takashi Miike aus dem Jahr 1999, der auf dem gleichnamigen Roman von Ryū Murakami basiert.

## Handlung
Der Geschäftsmann Aoyama will sieben Jahre nach dem Tod seiner Frau wieder heiraten. Sein bester Freund, ein Fernsehproduzent, überredet ihn dazu, ein Vorsprechen für ein fiktives Filmprojekt zu veranstalten, bei dem sich Aoyama eine Frau aussuchen soll. Seine Wahl fällt auf die schüchterne Asami, in die er sich tatsächlich verliebt. Aber nach und nach tauchen die ersten Ungereimtheiten in Asamis Lebenslauf auf. Nachdem Aoyama und Asami das erste Mal eine Nacht miteinander verbringen, verschwindet sie spurlos. Seine Nachforschungen nach ihr werden von weiteren unheimlichen Vorzeichen begleitet.
Am Ende taucht Asami in Aoyamas Haus auf, wo sie ihn lähmt und foltert. Allerdings wird nie wirklich klar, ob die Folterungen Traum oder Wirklichkeit sind, da sie durch Umschnitte und Rückblenden als möglicher Traum dargestellt werden.

## Veröffentlichung
Erstmals gezeigt wurde der Film auf verschiedenen Filmfestivals, weltweit verteilt. Am 3. März 2000 kam er in die japanischen Kinos. Kinostarts in zahlreichen anderen Ländern folgten, so unter anderem in Deutschland am 25. Januar 2001.

## Rezeption
Kritiker lobten den Film überwiegend, vor allem das „albtraumähnliche“ Ende. Die negativen Stimmen bemängelten beispielsweise, dass der Film zu lang wäre und die Handlung nur schleppend vorankäme.
film-dienst schrieb in der Ausgabe 2001–02: „Mit kunstvoller Zurückhaltung inszeniertes Horrordrama, das zunächst nur minimale Andeutungen auf das grausame Ende zulässt, dann aber den Zuschauer im Ungewissen hält, ob es sich um einen Albtraum oder um Wirklichkeit handelt.“
Der Film gewann auf dem Rotterdam International Film Festival 2000 den FIPRESCI-Preis und den KNF-Preis. Auf Fantasporto, einem Festival für Fantasy-Filme, erhielt Audition eine „Besondere Erwähnung“ und lief im Wettbewerb um den Hauptpreis.
Das New Yorker Museum of Modern Art zeigte den Film 2022 als Beispiel für Body-Horror im Rahmen der Ausstellung „Messaging the Monsterous“.

## Synchronisation
Es existieren zwei deutsche Synchronfassungen. Die zweite entstand bei der Studio Hamburg Synchron. Heinz Freitag schrieb das Dialogbuch und führte Regie.
| Rolle              | Darsteller      | Synchronsprecher (2001) | Synchronsprecher (2004) |
| ------------------ | --------------- | ----------------------- | ----------------------- |
| Shigeharu Aoyama   | Ryō Ishibashi   | Eberhard Haar           | Stephan Schwartz        |
| Asami Yamazaki     | Eihi Shiina     | Eva Michaelis           | Manja Doering           |
| Shigehiko Aoyama   | Tetsu Sawaki    | Leonhard Mahlich        | Leonhard Mahlich        |
| Yasuhisa Yoshikawa | Jun Kunimura    | Holger Mahlich          | ?                       |
| Asamis Tanzlehrer  | Renji Ishibashi | Hans Sievers            | Gernot Endemann         |
| Rie                | Toshie Negishi  | ?                       | Gabriele Libbach        |